# Karl May

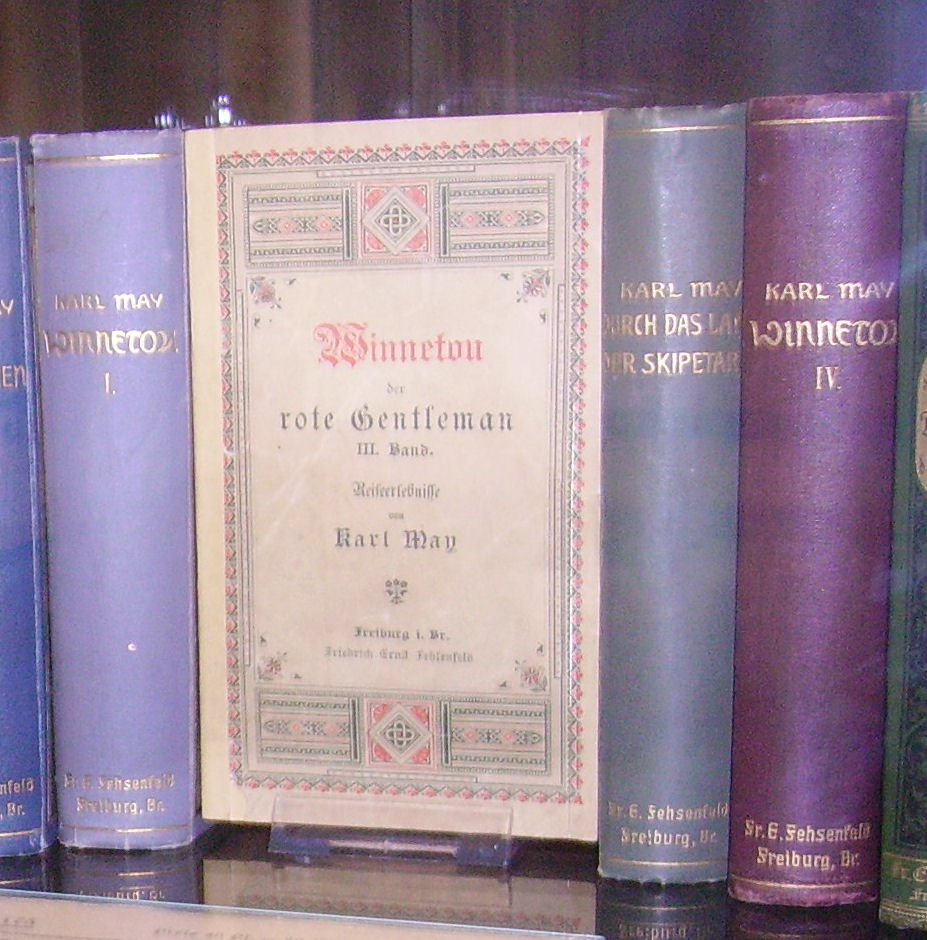
Karl May könyvei a Karl May Múzeumban Radebeulban

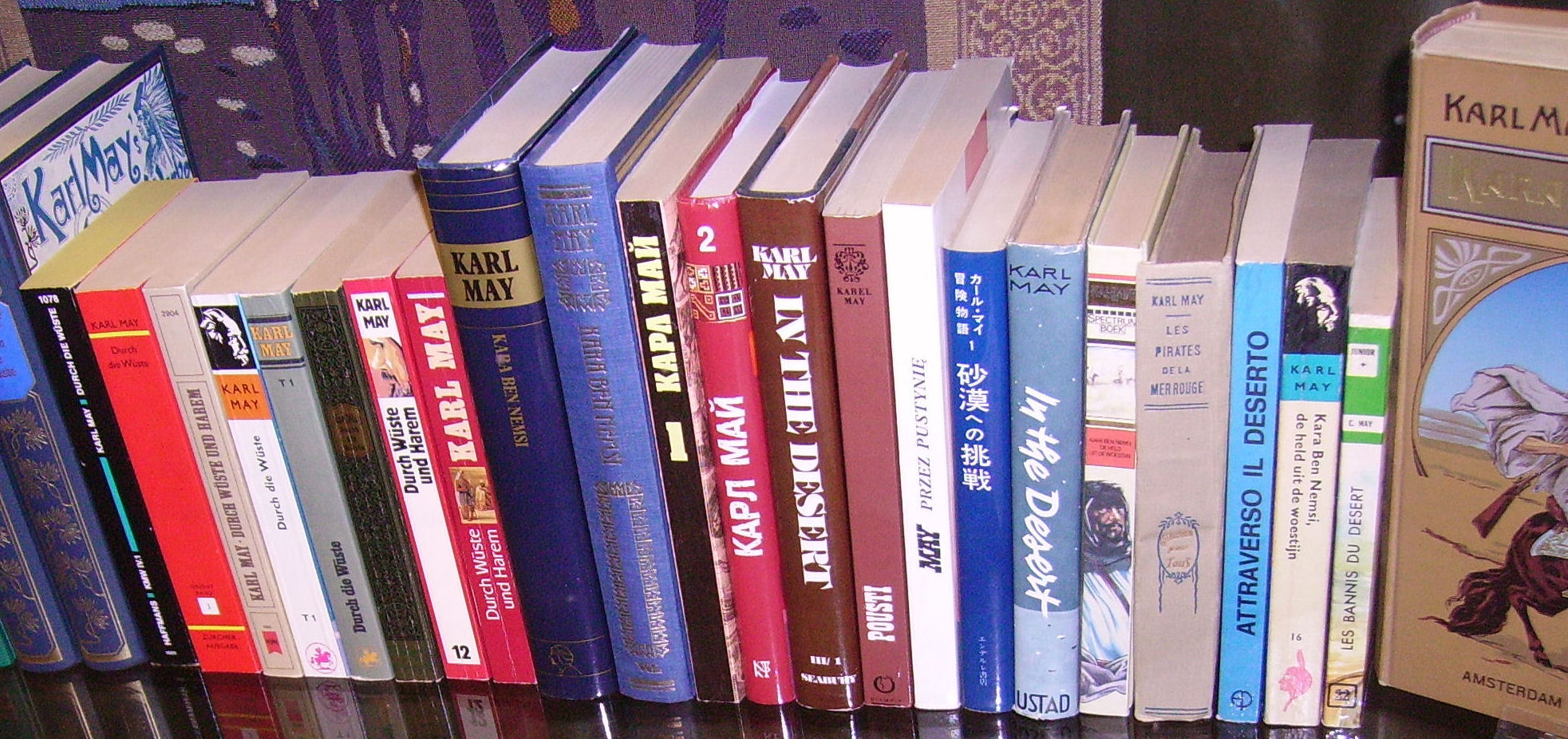
Könyvek a világ minden tájáról az indián történetek mesterétől

Karl Friedrich May (magyarul sokszor May Károly, Ernstthal, 1842. február 25. – Radebeul, 1912. március 30.) minden idők legtöbb könyvet eladó német írója, legnagyobb nem angolszász szerzője az amerikai vadnyugatnak. Munkái között megtalálhatjuk a két nagyon népszerű német dalt, a „Vergiss mich nicht”-et és az Ave Maria egyik változatát.

## Élete
May szegény szász takács családba született. Szülei Heinrich August May (1810–1858) és Wilhelmine Christiane Weise (1817–1885) voltak. May vakon jött világra alultápláltság miatt. Csak négyéves korára kapta vissza látását, miután megoperálták és kezelésben részesítették. Waldenburgban járt iskolába. Kezdetben a tanári pályával próbálkozott, később íróként próbált szerencsét, de sokáig kudarcot vallott. Amíg tanárkodott, számos alkalommal összeütközésbe került a törvénnyel, apróbb lopások és csalások miatt többször is börtönbe került. 1875-ben May sikeresen megállapodott írásainak kiadásáról, és egy csapásra népszerű emberré vált. A legtöbb könyvében egyes szám első személyben írt a főszereplőről (Winetou), gyakran saját tapasztalataira alapozva az éppen aktuális történet megírásánál.
Észak-Amerikában 1908-ban járt először, de akkor sem utazott a New York állambeli Buffalónál nyugatabbra. A vadnyugati környezet közvetlen ismeretének hiányát sikerrel pótolta élénk képzeletével, széles körű olvasottságával, korabeli térképek, útleírások, néprajzi és nyelvészeti publikációk tanulmányozásával.
Karl May világszemléletét tükrözve, a nem dogmatikus keresztény érzés és érték fontos szerepet játszott műveiben. Regényhősei gyakran német származásúak voltak, továbbá megfeleltek a „nemes vadember” romantikus ideáljának. Ábrázolásában az indiánok többnyire a romlott fehér törvényen kívüliek ártatlan áldozatai, azaz gyakran hősként jelennek meg. May későbbi művei erősen misztikus ihletésűek, állandó szereplőjük a titokzatos öregasszony, Marah Durimeh.
Amerikában játszódó könyveiben May megteremtette Winnetou karakterét, az apacsok törzsfőnökét, és Old Shatterhandet, az író alteregóját, Winnetou fehér bőrű vértestvérét. (Egyes, dokumentumokkal alá nem támasztható állítások szerint Shatterhand alakját a magyar etnológus Xántus Jánosról mintázta.) Hasonlóan sikeresnek bizonyultak Arábiában játszódó regényei is. Itt a narrátor-főszereplő a Kara Ben Nemsi, azaz Németországi Károly nevet kapja. Karl, Németország szülötte, átutazik a Szaharán és a Közel-Keleten helyi barátjával és szolgájával, Hadschi Halef Omarral, miközben számos érdekes kalandba keverednek. Ezekben a könyvekben nem csak a megszokott beszélő mesél, a szerző megszólaltat számos más forrást és kevésbé jelentős személyt is.
May munkássága hihetetlen sikert aratott Európában. Műveit több mint harminc nyelvre lefordították, többek között latinra, volapükre és eszperantóra is. Világszerte több mint 200 millió May-könyvet értékesítettek. Ennek ellenére művei alig ismertek az angolszász világban, bár egy lelkes ausztrál fordítónak köszönhetően immár egyre több könyve létezik angol fordításban is.
Számos műve szolgált filmforgatókönyv alapjául. Ezekben a festői vadnyugati hátteret többnyire Jugoszlávia hegyei szolgáltatták. Ezek a filmek néhány évvel megelőzték az 1960-as évek olasz, ún. spagettiwesternjeit.
May kalandregényeit számos híresség nevezte kedvencének, például Albert Einstein, Hermann Hesse és Bertha von Suttner, de Adolf Hitler is. Carl Zuckmayer német író még a lányát is Winnetouról nevezte el (annak ellenére, hogy Winnetou férfi volt). May műveinek kritikai visszhangja nem volt számottevő.

## Lakásmúzeum
Drezda közelében, Radebeulban levő házát múzeummá alakították át. A kiállítás bemutatja az író életét, valamint antropológiai gyűjteményét, amelynek amerikai indián anyaga különösen jelentős.

## Írói álnevei
Több írói álnevet is használt, például: Capitain Ramon Diaz de la Escosura, M. Gisela, Hobble-Frank, Karl Hohenthal, D. Jam, Prinz Muhamel Lautréamont, Ernst von Linden, P. van der Löwen, Emma Pollmer, Richard Plöhn és Oberlehrer Franz Langer. Napjainkban minden írását a saját neve alatt találhatjuk meg.

## Magyarul megjelent művei

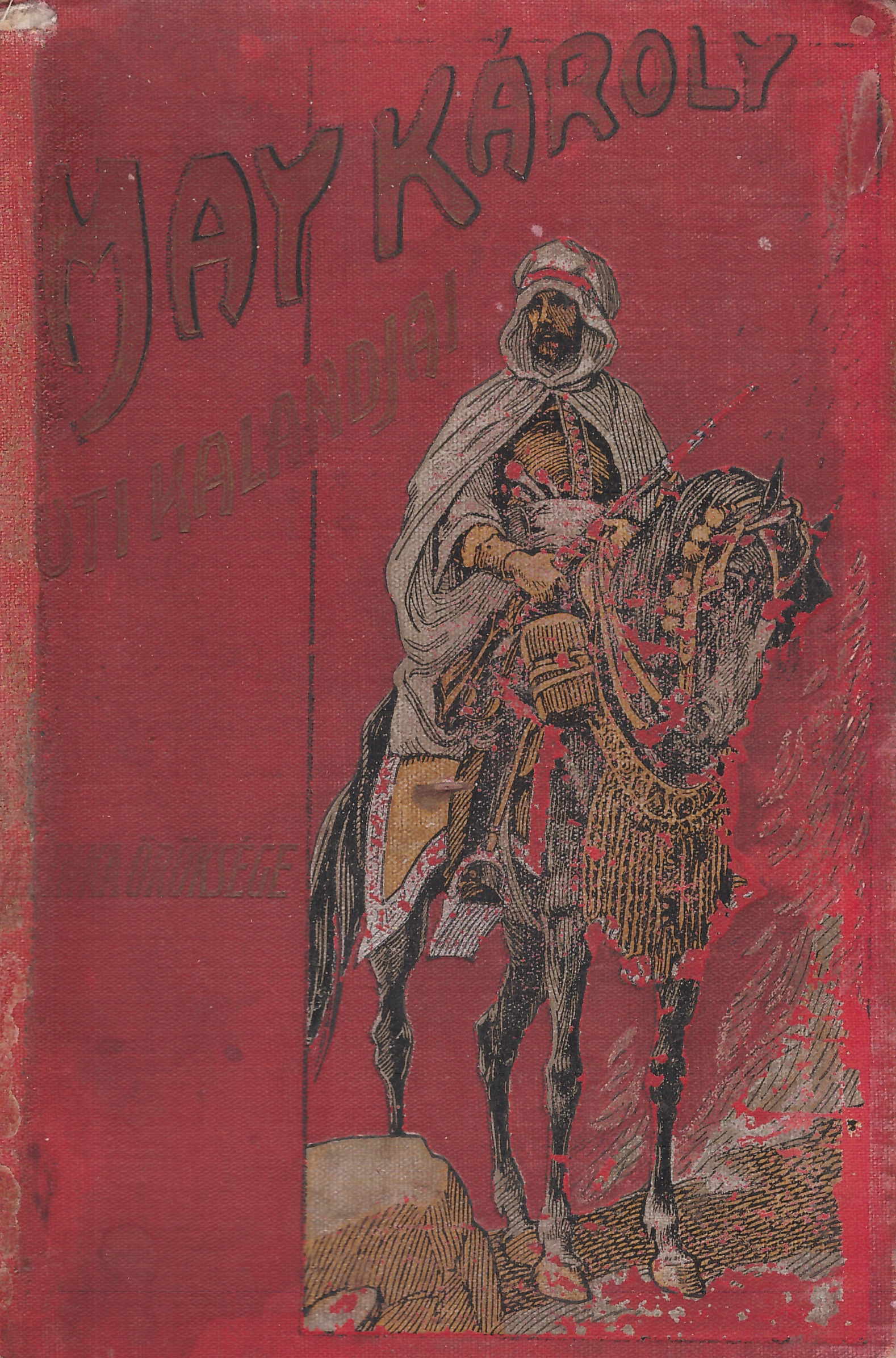
Az inka öröksége (May Károly művei, 1900-as évek eleji kiadás)

A könyvészet az első kiadásokat tünteti föl, az újrakiadásokat nem.

### 1898–1919
- A Csendes óczeánon. Utazási élmények; fordította: Szekrényi Lajos; Szt. István Társulat, Budapest, 1898
- Karácsony. Utazási elbeszélés; fordította: Szekrényi Lajos; Szt. István Társulat, Budapest, 1898
  - (Winnetou aranya címen is)
- A Rio de la Platánál. Utazási élmények; fordította: Szekrényi Lajos; Szt. István Társulat, Budapest, 1900
- A Kordillerákban. Utazási élmények; fordította: Szekrényi Lajos; s.n., Budapest, 1900
- A puskás búr; fordította: Szekrényi Lajos; fordítói, Budapest, 1901
- Vörös lovag. Winnetou és Old Shatterhand. Indus történet; May Károly után Endrei Zalán; Magyar Hírlap, Budapest, 1902
- Winnetou, a vörös gentleman, 1-3.; fordította: Szekrényi Lajos; Stephaneum Ny., Budapest, 1904
- A Rio de la Plata mentén. Délamerikai utirajzok; átdolgozta: Szabó Károly; Athenaeum, Budapest, 1906 (May Károly útikalandjai)
- A sivatagon keresztül-kasul. Regény, 1-2.; Vass, Budapest, 1906
- A medvevadász. Regényes elbeszélés; átdolgozta: Vágó Ferenc; Athenaeum, Budapest, 1906
- A Balkánon. Úti kalandok; átdolgozta: Szabó Károly; Eisler G., Budapest, 1906 (May Károly útikalandjai)
- A Csendes óceánon. Úti kalandok; átdolgozta: Szabó Károly; Athenaeum, Budapest, 1907 (May Károly útikalandjai)
- Bagdadtól Sztambulig. Úti elbeszélés; átdolgozta, fordította: Szabó Károly; Athenaeum, Budapest, 1907 (May Károly útikalandjai)
- A szkipetárok földjén. Úti kalandok; átdolgozta: Szabó Károly; Athenaeum, Budapest, 1908
- A Kordillerákban. Úti kalandok; átdolgozta: Szabó Károly; Athenaeum, Budapest, 1908
- A félelmetes. Úti elbeszélés; átdolgozta: Szabó Károly; Athenaeum, Budapest, 1910 (May Károly útikalandjai)
- A Máhdi országa. Úti elbeszélés; átdolgozta: Szabó Károly, 1-2; Athenaeum, Budapest, 1910
- A vad Kurdisztánon át. Regény az érettebb ifjúság számára; átdolgozta: Mikes Lajos; Athenaeum, Budapest, 1911 (May Károly útikalandjai)
- Idegen ösvényeken. Úti kalandok; fordította: Mikes Lajos; Athenaeum, Budapest, 1911
- A fekete táltos. Regény az érettebb ifjúság számára; átdolgozta: Mikes Lajos; Athenaeum, Budapest, 1911 (May Károly útikalandjai)
  - (Fekete musztáng; A félvér címen is)
- Az inka öröksége. Kalandos regény az érettebb ifjúság számára; átdolgozta: Mikes Lajos; Athenaeum, Budapest, 1912 (May Károly útikalandjai)
- Az olajkirály. Regény az érettebb ifjúság számára / Hóvihar. Elbeszélés; átdolgozta: Mikes Lajos; Athenaeum, Budapest, 1912 (May Károly útikalandjai)
- Az ezüsttó kincse. Regényes elbeszélés; fordította, átdolgozta: Vida Aladár; Athenaeum, Budapest, 1913 (May Károly útikalandjai)
- A rabszolgakaraván. Regényes elbeszélés; átdolgozta: Vida Aladár; Athenaeum, Budapest, 1913
- Karácsony; fordította: Hegedüs Arthur; Uránia, Budapest, 1918 (May Károly útikalandjai)
  - (Winnetou aranya címen is)
- A félvér; fordította: Hegedüs Arthur; Uránia, Budapest, 1918 (May Károly kalandjai)
  - Fekete musztáng; A fekete táltos címen is)
- Mandarinok országában. Regény; fordította: Farkas Emőd; Tolnai, Budapest, 191?

### 1920–1945
- A feketék országában. Utazási elbeszélések; fordította: Farkas Emőd; Tolnai Ny., Budapest, 192?
- Az ember és világa; fordította: Pethő Tibor; Pantheon, Budapest, 1921
- Feltámadás; fordította: Schiff Béla; Szociális Misszió-Társulat, Timişoara, 1922 (Ifjúsági könyvtár)
- Winnetou, 1-3.; átdolgozta: Faragó László, Turóczi József; Hajnal, Budapest, 1924
  - 1. Örök barátság
  - 2. Old Dead
  - 3. Winnetou halála
- A szent este. Útleírás; fordította: Altay Margit; Hajnal, Budapest, 1924
  - (Karácsony címen is)
- Kaiman kapitány. Regény; fordította: Faragó László; Hajnal, Budapest, 1924
- A vezér; fordította: Pogány Elza; Hajnal, Budapest, 1924
- A datolya honából. Keleti útirajzok; átdolgozta: Szabó Károly; Athenaeum, Budapest, 1927 (May Károly útikalandjai)
- Winnetou, 1-6.; fordította: Kosáryné Réz Lola; Athenaeum, Budapest, 1927? (May Károly útikalandjai)
- A beszélő bőr; fordította: Nagy József; Ifjú Erdély, Kolozsvár, 1930
- A karós emberek; fordította: Nagy József; Ifjú Erdély, Kolozsvár, 1931
- A sárgaképű ember. Úti elbeszélés; fordította: Szász Károly, Lupkovics György; Athenaeum, Budapest, 1934
- A sivatag úrnője; fordította: Lándor Tivadar; Athenaeum, Budapest, 1935 (May Károly útikalandjai)
- Bagdadtól Sztambulig; fordította: Szegedi István; Athenaeum, Budapest, 1935 (May Károly útikalandjai)
- A miztékák kincse; fordította: Wiesner Juliska; átdolgozta: Lándor Tivadar; Athenaeum, Budapest, 1936 (May Károly útikalandjai)
- Burkers Joe, a félszemű; fordította: Hegedűs Arthur; Aczél Testvérek, Budapest, 1937 (May Károly kalandjai)
  - (Halálos tűz címen is)
- Old Wabble; fordította: Hegedűs Arthur; Aczél, Budapest, 1940 (May Károly kalandjai)
  - (A haramia címen is)
- Old Surehand; fordította: Hegedüs Arthur; Aczél, Budapest, 1940 (May Károly kalandjai)
- Jefferson Cityben; fordította: Hegedűs Arthur; Aczél, Budapest, 1940 (May Károly kalandjai)
  - (A bosszú. A Winnetou folytatása címen is)
- A kínai sárkányfiak között. Kalandos elbeszélés; fordította: Zigány Árpád; Tolnai, Budapest, 1944

### 1945–1989
- Az Ezüst-tó kincse. Vadnyugati történet; fordította, átdolgozta: Szinnai Tivadar; Móra, Budapest, 1964
- Winnetou. Regény; fordította, ifjúsági átdolgozta, utószó Szinnai Tivadar; Móra, Budapest, 1966
- Az inka öröksége. Ifjúsági regény; Forum, Novi Sad, 1967
- Az inka öröksége. Dél-amerikai történet; fordította, átdolgozta: Szinnai Tivadar; Móra, Budapest, 1968
- A Medveölő fia. Regény; fordította, átdolgozta: Szinnai Tivadar; Móra, Budapest, 1970
- A sivatag szelleme. Regény; fordította, átdolgozta: Szinnai Tivadar; Móra, Budapest, 1971
- Az olajkirály; fordította, átdolgozta: Szinnai Tivadar; Móra, Budapest, 1972
- Winetou. Regény; átdolgozta: Kerekes György; Dacia, Kolozsvár-Napoca, 1977
- Winnetou; szöveg Cs. Horváth Tibor, rajz Zórád Ernő; ILK, Budapest, 1983 [képregény]
- Vitzliputzli professzor. Elbeszélések; fordította: Majtényi Zoltán, Németh Tibor György; Móra, Budapest, 1987
- A szerencsét hozó almásderes; fordította: Majtényi Zoltán, Sallay Gergely; Móra, Budapest, 1988
- A sivatag haramiája; fordította: Németh Tibor György et al.; Móra, Budapest, 1989 (Delfin könyvek)
- A medvevadász. Regényes elbeszélés; fordította: Vágó Ferenc; javított kiadás; Média, Budapest, 1989

### 1990–
- A Csendes-óceánon; fordította: Patonai Péter; Europur, Debrecen, 1990
- A sziklafészek / Ördögi gaztett / Igazságos megtorlás; fordította: Guthy Béláné, átdolgozta: Majtényi Zoltán; Móra, Budapest, 1991
- Az olajkirály. Winnetou kalandjai; fordította: Vida Aladár, Hegedűs Arthur; Fátum-ars, Budapest, 1993
- Winnetou aranya; fordította: Hegedűs Arthur; Fátum-ars, Budapest, 1993
  - (Karácsony címen is)
- Hajsza az aranyért. Winnetou kalandjai; fordította: Hegedűs Arthúr; Fátum-ars, Budapest, 1993
  - (Karácsony; A szent este címen is)
- A haramia; fordította: Hegedüs Arthur; Polikrom, Budapest, 1993
  - (Old Wabble címen is)
- A bosszú. A Winnetou folytatása; fordította: Hegedüs Arthur; Fátum-ars, Budapest, 1993
  - (Jefferson Cityben címen is)
- A fekete táltos. Kalandozások az indiánok földjén; fordította: Hegedüs Arthur; 2. jav. kiad; SubRosa, Budapest, 1993 (Új sorozat May Károly könyveiből)
  - [első kiad.?]
  - (Fekete musztáng; A félvér címen is)
- A sátán bilincsben. Winnetou kalandjai; fordította: Guthy Béla; Fátum-ars, Budapest, 1994
- Aranyvadászok. Winnetou kalandjai; fordította: Guthy Béla; Fátum-ars, Budapest, 1994
- A sikertelen hajsza. Winnetou kalandjai; fordította: Guthy Béla; Merényi, Budapest, 1995
  - (Hajsza címen is)
- A két gazfickó. Winnetou kalandjai; fordította: Faragó László; Merényi, Budapest, 1996
- A miztékák kincse; fordította: Wiesner Juliska; Merényi, Budapest, 1997 (Bestseller sorozat)
- A Gran Cacho kincse; átdolgozta: Szabó Károly; Merényi, Budapest, 1998
  - (A Kordillerákban címen is)
- Halálos tűz; fordította: Hegedűs Arthur; Könyvmíves, Budapest, 1999
  - (Burkers Joe, a félszemű címen is)
- Feltámadás; fordította: Schiff Béla, átdolgozta: Kindelmann Győző; Szt. István Társulat, Budapest, 2000
- Old Surehand. Úti elbeszélések, 1-2.; fordította: Sallay Gergely; Unikornis, Budapest, 2000
- Hajsza; fordította: Guthy Béla; Könyvmíves, Budapest, 2001 Pécs (Bestseller sorozat)
  - (A sikertelen hajsza címen is)
- Az olajkirály. Vadnyugati történet; Hoppá!, Marosvásárhely, 2007
- Winnetou, 1-4.; fordította: György Gábor; Duna International, Budapest, 2012-2013
- Old Surehand, 1-3.; Sallay Gergely szövege nyomán fordította: Várnai Péter; Duna International, Budapest, 2012
- A sivatag szelleme; fordította: Ossik János; Duna International, Budapest, 2012 (Karl May művei. I. sorozat, Indián történetek)
- Winnetou öröksége; fordította: Ossik János, Nagy Katalin; Duna Könyvklub, Budapest, 2014
  - (Winnetou hagyatéka címen is)
- Winnetou; Karl May alapján, újramesélte Christian Loeffelbein, fordította: Kincses Edit; Ciceró, Budapest, 2017 (Klasszikusok gyerekeknek)

A Winnetou-regénysorozat hazai kiadásairól és fordításairól, ill. azok  jellegéről a Winnetou (regényhős) szócikkben található több információ.

### Karl May összes művei(1999–2009)
Karl May összes művei, 37 kötet; Unikornis, Budapest, 1999–2007, Munditer, Budapest, 2008–2009
- 1. A sivatagon át; fordította: Szabó Károly, átdolgozta: Majtényi Zoltán; Unikornis, Budapest, 1999
- 2. A vad Kurdisztánon át; fordította: Mikes Lajos, átdolgozta: Bokor Levente; Unikornis, Budapest, 1999
- 3. Bagdadtól Sztambulig; fordította: Szabó Károly, átdolgozta: Sallay Gergely; Unikornis, Budapest, 1999
- 4. Balkáni szurdokokban; fordította: Szabó Károly, átdolgozta: Majtényi Zoltán; Unikornis, Budapest, 1999
- 5. A szkipetárok földjén; fordította: Szabó Károly, átdolgozta: Bokor Levente; Unikornis, Budapest, 1999
- 6. A haramia; fordította: Szabó Károly, átdolgozta: Majtényi Zoltán; Unikornis, Budapest, 1999
- 7. Winnetou I.; Unikornis, Budapest, 1999
- 8. Winnetou II.; Unikornis, Budapest, 1999
- 9. Winnetou III.; Unikornis, Budapest, 1999
- 10. A kárhozat pusztasága. Úti elbeszélések; fordította: Szelényi László; Unikornis, Budapest, 2000
- 11. A Csendes-óceánon. Úti kalandok; fordította: Szabó Károly; Unikornis, Budapest, 2000
- 12. A Rio de La Plata mentén; fordította: Ossik János; Unikornis, Budapest, 2000
- 13. A Kordillerákban. Úti elbeszélések; fordította: Ossik János; Unikornis, Budapest, 2000
- 14. Old Surehand I.; Unikornis, Budapest, 2000
- 15. Old Surehand II.; Unikornis, Budapest, 2000
- 16. Rabszolgavadászok. Úti elbeszélés; fordította: Rónaszegi Éva; Unikornis, Budapest, 2000
- 17. A máhdi. Úti elbeszélés; fordította: Stark Ferenc; Unikornis, Budapest, 2000
- 18. Szudánban. Úti elbeszélés; fordította: Szelényi László; Unikornis, Budapest, 2000
- 19. Kajmán kapitány és más elbeszélések; fordította: Ossik János; Unikornis, Budapest, 2000
- 20. A sziklavár. Úti elbeszélés; fordította: Guthy Béláné; Unikornis, Budapest, 2001
- 21. Krüger bej. Úti elbeszélés; fordította: Szelényi László; Unikornis, Budapest, 2001
- 22. Sátán és Júdás. Úti elbeszélés; fordította: Ossik János; Unikornis, Budapest, 2001
- 23. Idegen ösvényeken. Úti elbeszélések; fordította: Szelényi László; Unikornis, Budapest, 2002
- 24. Karácsony. Úti elbeszélés; Hegedűs Arthur fordította: átdolgozta: Majtényi Zoltán; Unikornis, Budapest, 2001
- 25. Túlvilágon. Úti elbeszélés; fordította: Stark Ferenc; Unikornis, Budapest, 2001
- 26. A vérbosszú oroszlánja. Úti elbeszélések; fordította: Stark Ferenc; Unikornis, Budapest, 2002
- 27. Babilon romjainál. Úti kalandok; fordította: Ossik János; Unikornis, Budapest, 2002
- 28. Az ezüst oroszlán birodalmában; fordította: Szelényi László; Unikornis, Budapest, 2002
- 29. A kővé vált imádság; fordította: Ág Árpád; Unikornis, Budapest, 2003
- 30. Békesség a Földön. Úti elbeszélések; fordította: Ossik János; Unikornis, Budapest, 2003
- 31. Ardisztán. Úti elbeszélések; fordította: Ossik János; Unikornis, Budapest, 2004
- Dzsinnisztán fejedelme. Úti elbeszélések; fordította: Ossik János; Unikornis, Budapest, 2007
- Winnetou hagyatéka. Kalandozás Észak-Amerikában; fordította: Ossik János; Unikornis, Budapest, 2007 
  - (Winnetou öröksége címen is)
- Az Ezüst-tó kincse. Kalandok a Vadnyugaton; fordította, átdolgozta: Ossik János, Nagy Katalin; Munditer, Budapest, 2008
- Medveölő fia. Kalandok a Vadnyugaton; fordította, átdolgozta: Ossik János, Nagy Katalin; Munditer, Budapest, 2008
- Az olajkirály. Kalandok a Vadnyugaton; fordította, átdolgozta: Ossik János, Nagy Katalin; Munditer, Budapest, 2009
- Fekete musztáng; fordította, átdolgozta: Ossik János, Nagy Katalin; Munditer, Budapest, 2009
  - (A fekete táltos; A félvér címen is)

- Az ezüst oroszlán birodalmában
- Az indián anya
- Winnetou

| A tetralógia kötetei                                    | A tetralógia kötetei |
| ------------------------------------------------------- | -------------------- |
| - Old Death - Old Firehand - Old Shatterhand - Winnetou |                      |

- Winnetou – Sam Hawkens
- Winnetou – Sans-Ear

## Karl May-regényalakok képgalériája

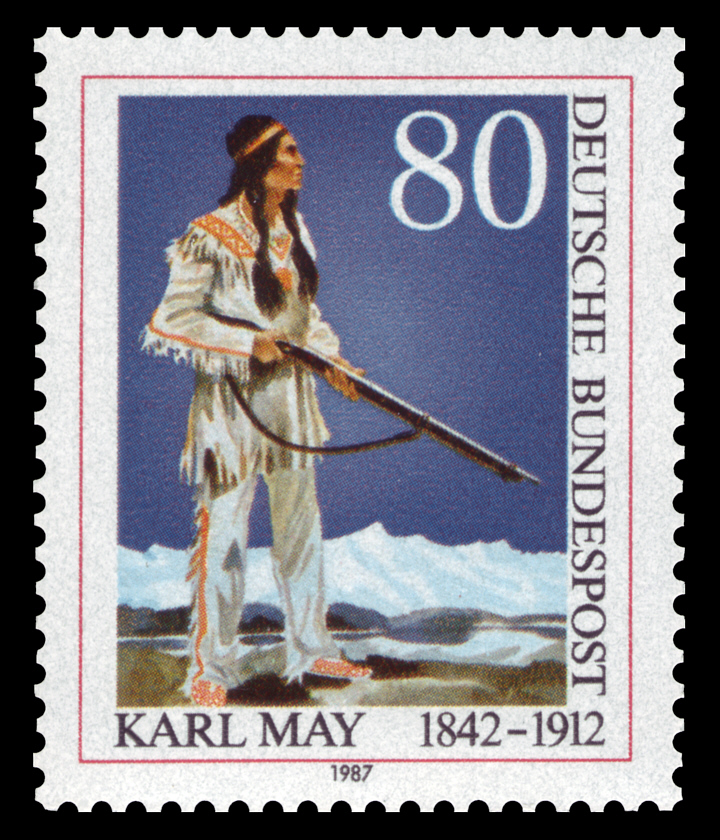
Winnetou – a Karl May halálának 75. évfordulója emlékére kiadott bélyegen (1987)
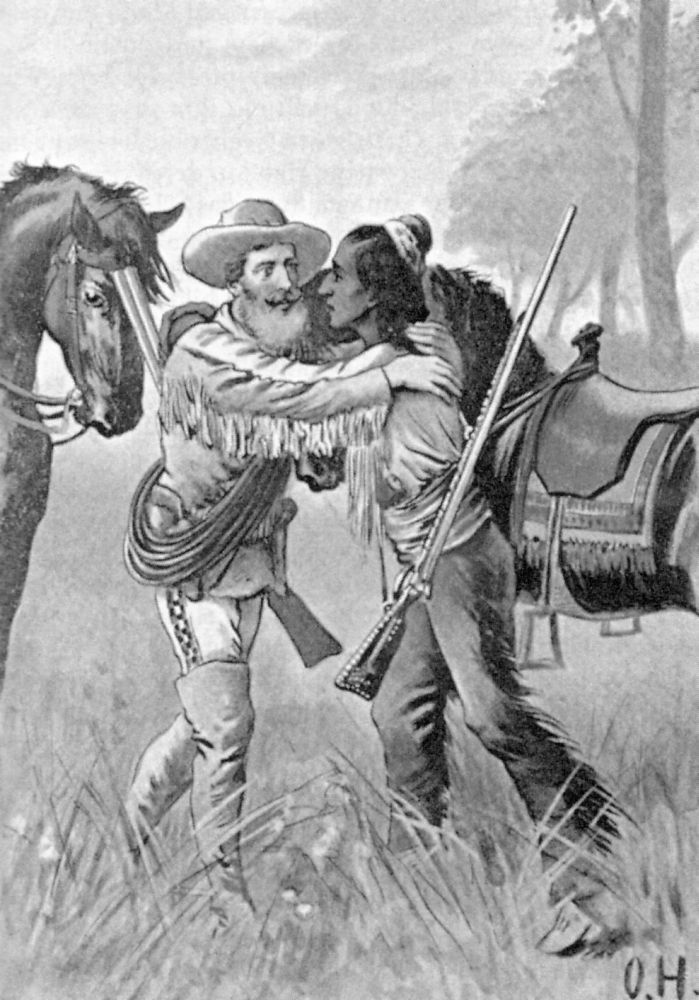
Illusztráció (Oskar Herrfurth) Az olajkirály 1897-es kiadásában
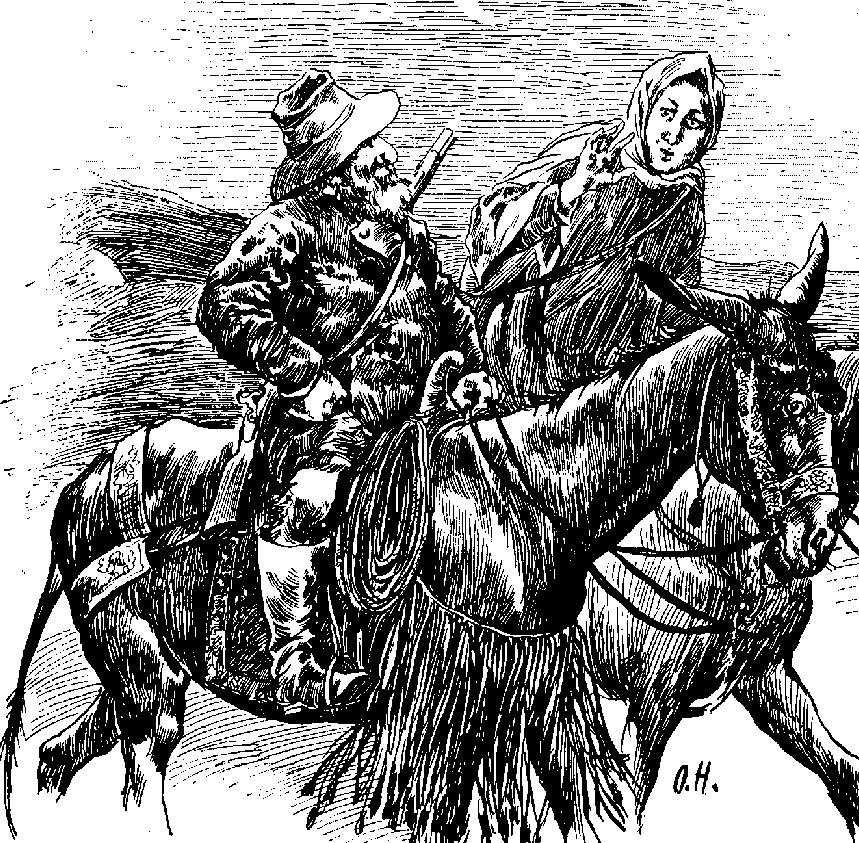
Sam Hawkins
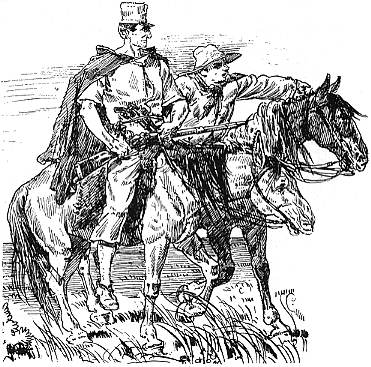
Hosszú Davy és Köpcös Jemmy (illusztráció A Medveölő fia első kiadásához, 1887)
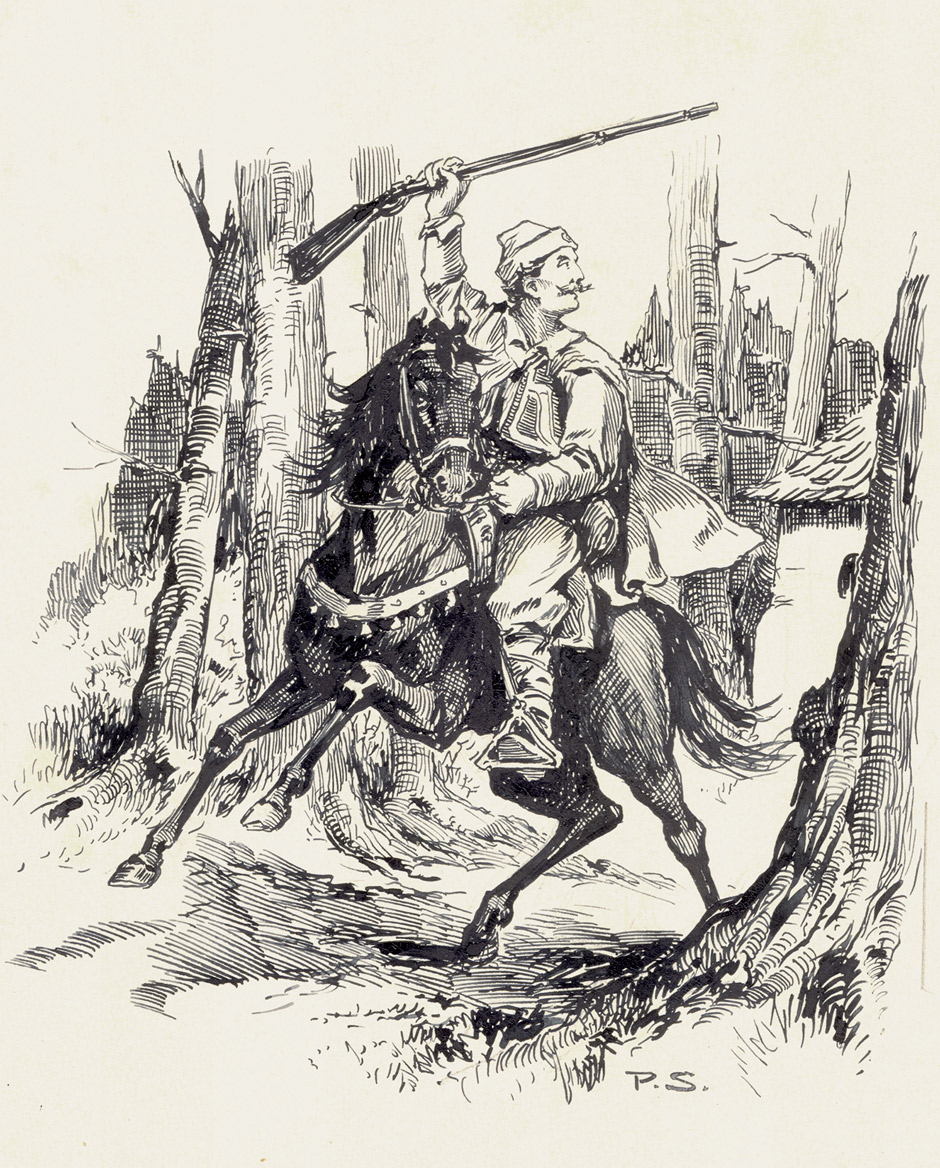
Kara Ben Nemsi (1908)

## Karl May-filmek
1912 és 1968 között a német filmipar 23, Karl May-regényen alapuló filmet mutatott be. A legtöbb közülük csak kevéssé kapcsolódott a megfelelő történethez. Ezek közül tizenháromban az amerikai Lex Barker szerepelt legtöbbször Old Shatterhandként, Kara ben Nemsiként, vagy doktor Sternauként. Három filmben az angol színész, Stewart Granger játszotta Old Surehand szerepét, és egyetlen filmben feltűnik Old Firehandként az amerikai Rod Cameron is. Írásaiban May számos szereplőjét illette az „Old” előnévvel, szereplői a tipikus amerikai embert és hőst jelenítették meg. Tíz filmben a francia Pierre Brice alakította Winnetout.
A „Der Schatz im Silbersee” (Az Ezüst-tó kincse, 1962) című film zenéjét a német Martin Böttcher írta, ami mérföldkő a német filmzene történetében. Ezek a zenék szorosan hozzátartoztak Karl May filmjeinek sikeréhez az 1960-as években. Ezen filmek sikerén felbuzdulva jöttek létre a később csak spagettiwesternnek nevezett olasz filmek (a legtöbbször Ennio Morricone zenéjével). Ezek egyik sztárja, Terence Hill is a Karl May-filmekkel kezdte karrierjét.
A legtöbbjüket, 1960-as években Jugoszláviában forgatták, nem az Alpokban, ahogy megtalálható néhány online adatbázisban, de készültek ilyen filmek Spanyolországban is, Amerikában viszont egyetlenegy sem.

## Karl May-fesztiválok
A legnépszerűbb szabadtéri fesztivált minden nyáron Észak-Németországban, Schleswig-Holstein tartományban, Bad Segebergben tartják, amit már jó néhány éve Pierre Brice rendez. Winnetou alakítója minden évben Gojko Mitić. Létezik még az Elspe szabadtéri fesztivál, ahol Brice régebben játszotta Winnetout.

## Képgaléria

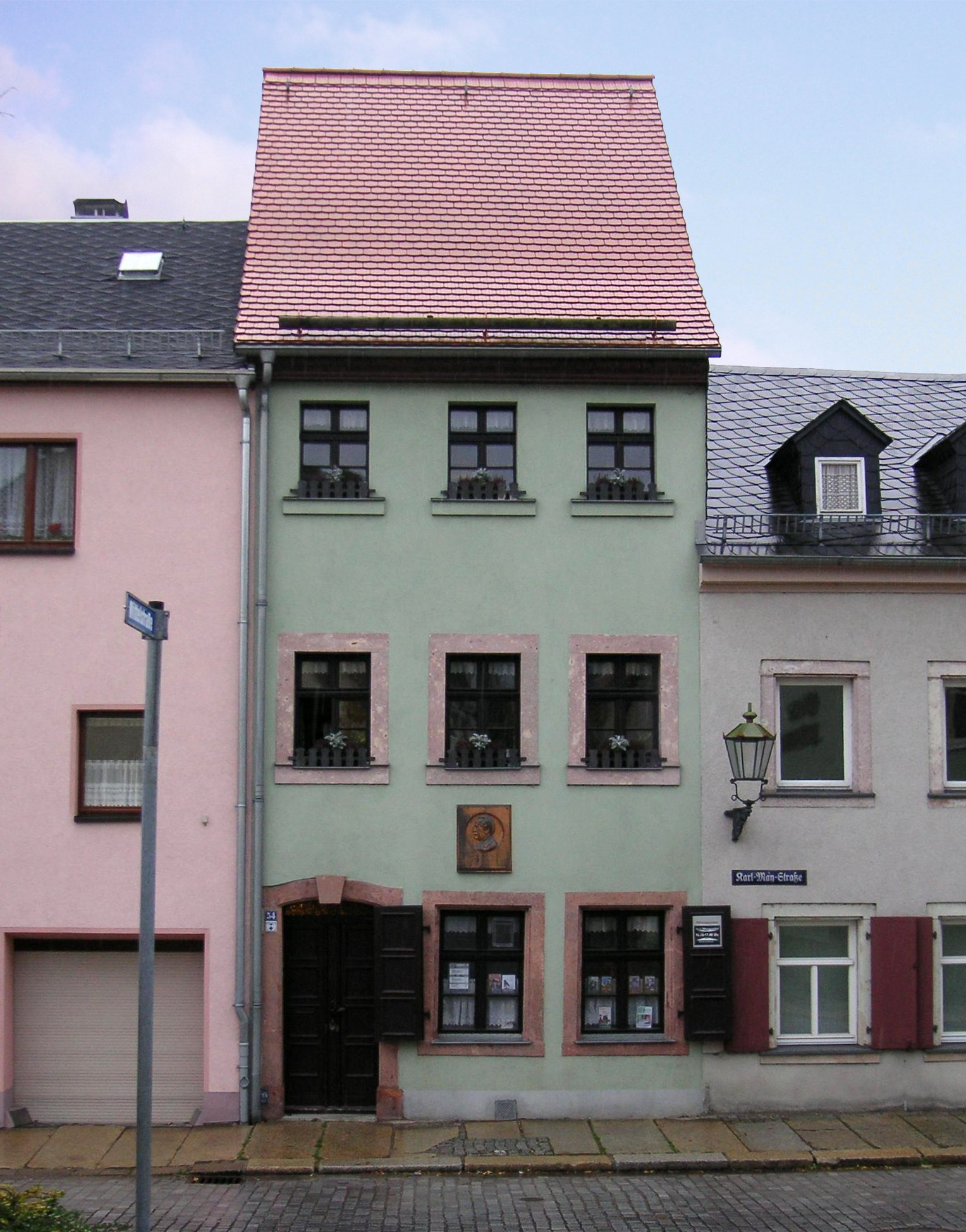
Karl May szülőháza
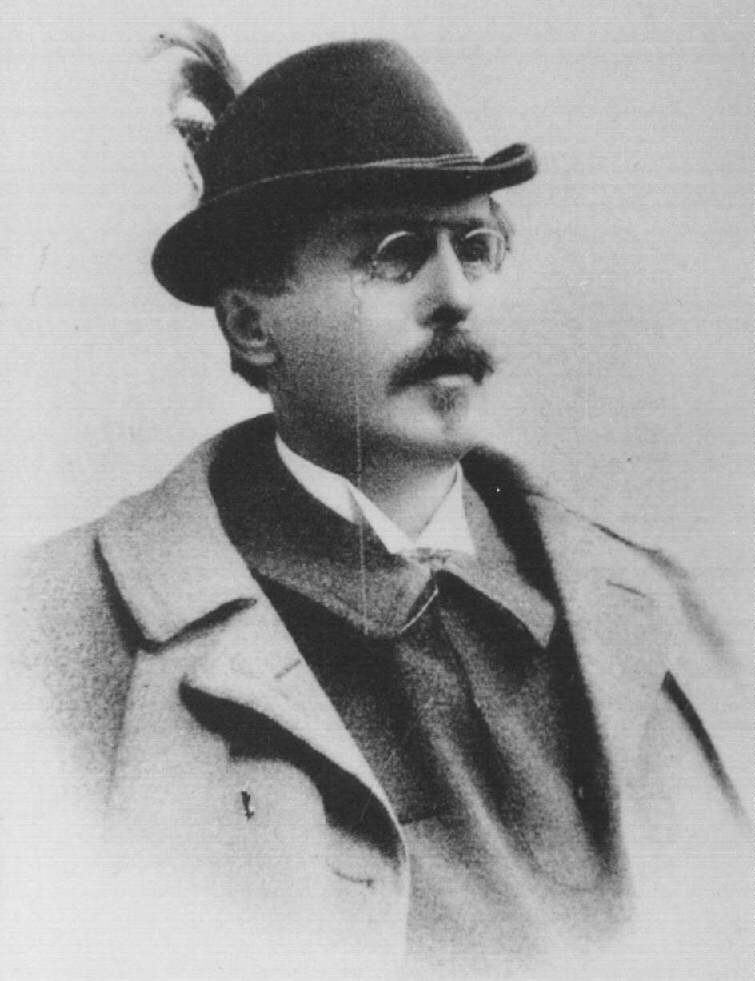
Karl May 30 éves korában (1872)
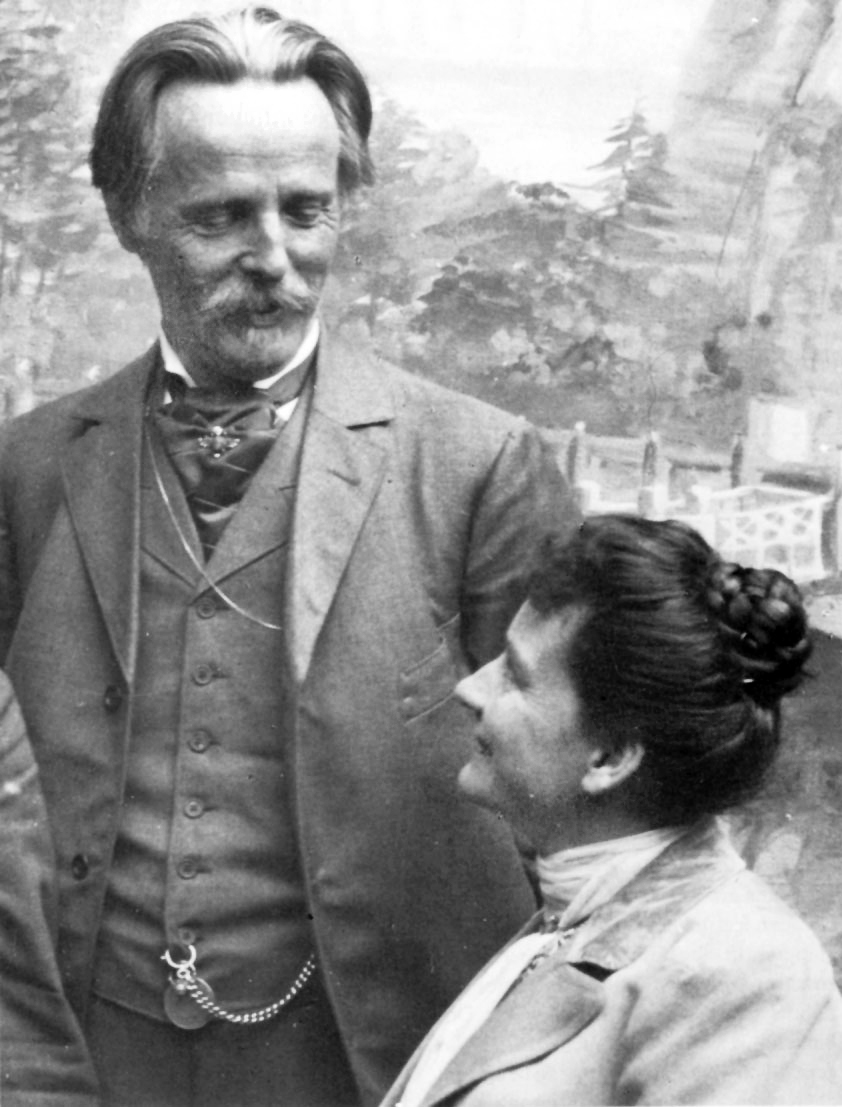
Karl May és felesége, Clara 1904 májusában
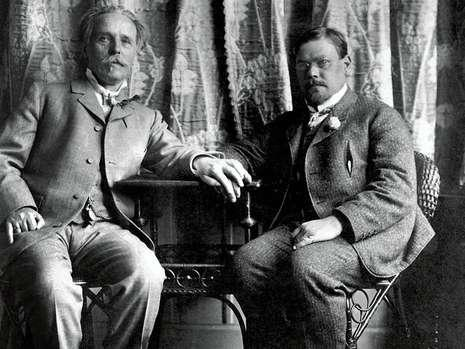
Karl May és Sascha Schneider, 1904-ben
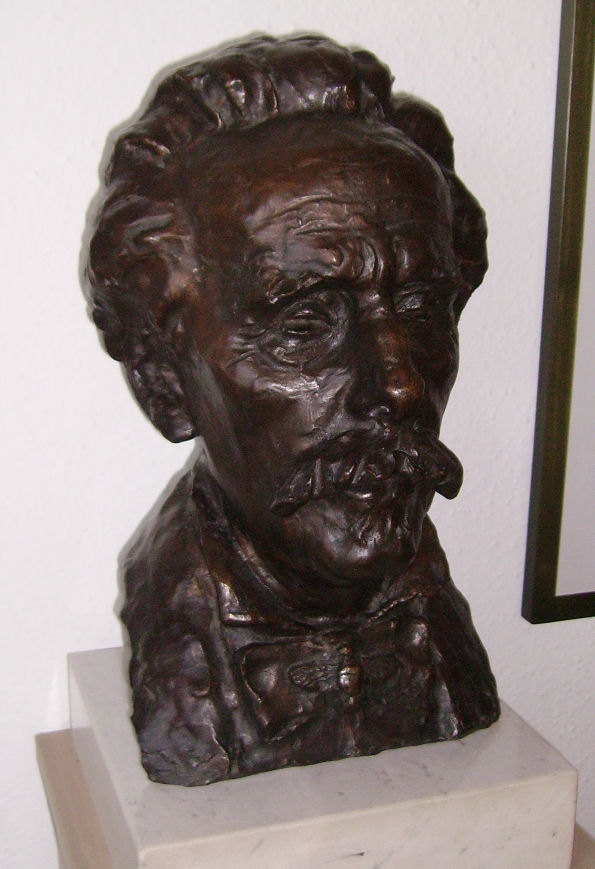
Karl May Múzeum Radebeul (Drezda, Németország)
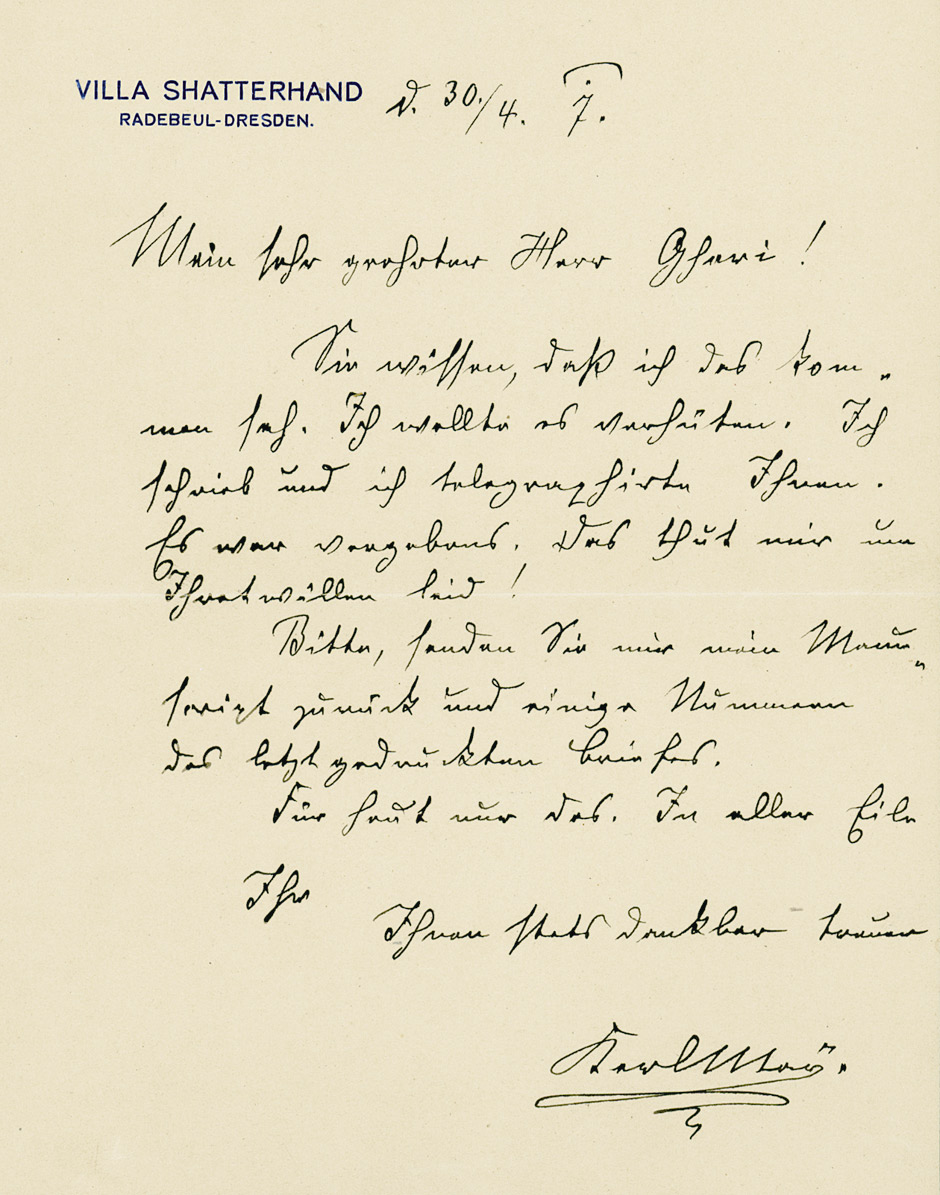
Karl May 1907-ben, Leopold Gherinek írt levele
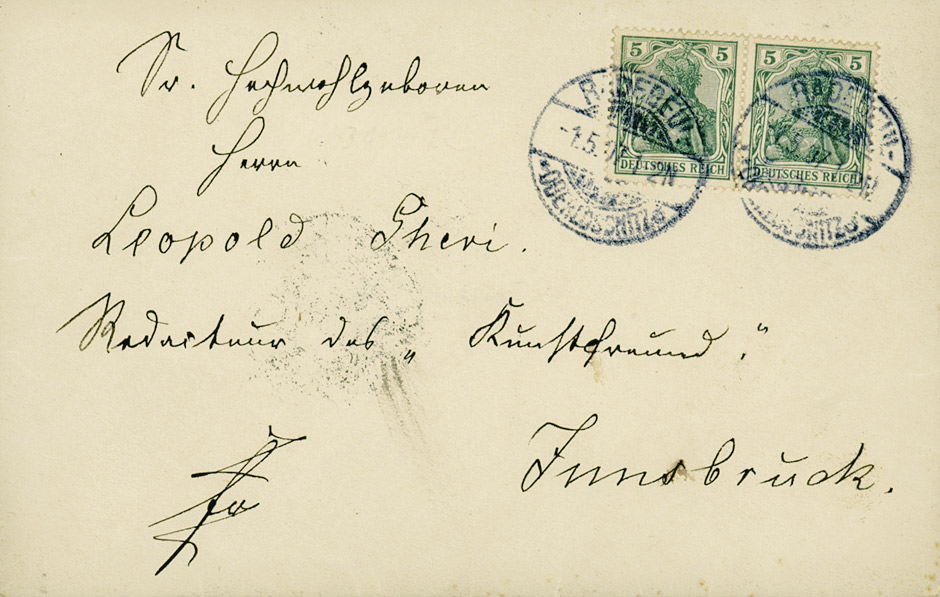
A levél borítékja. Bélyegző: 1907. május 1.
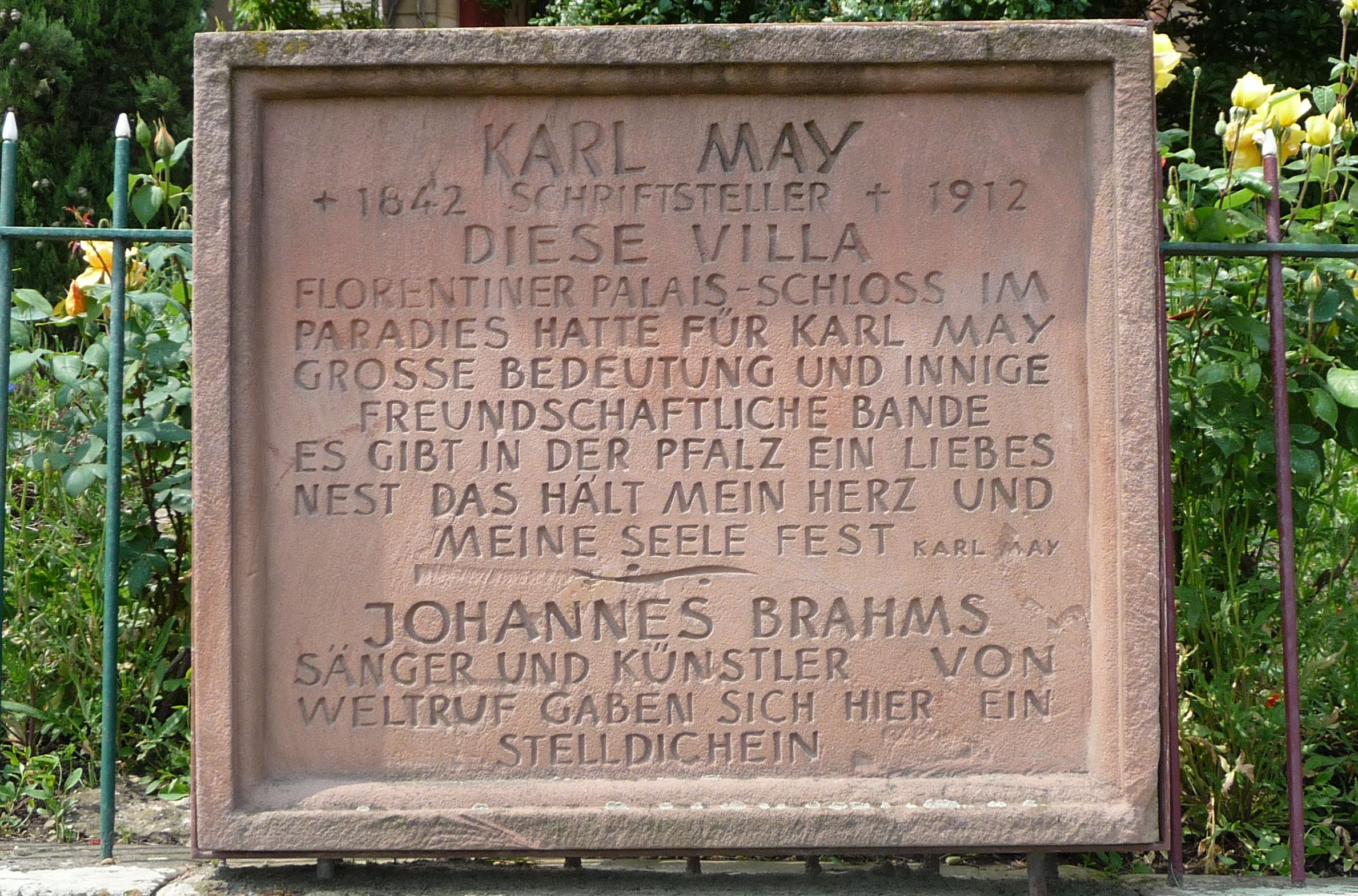
Emléktábla (Deidesheim)
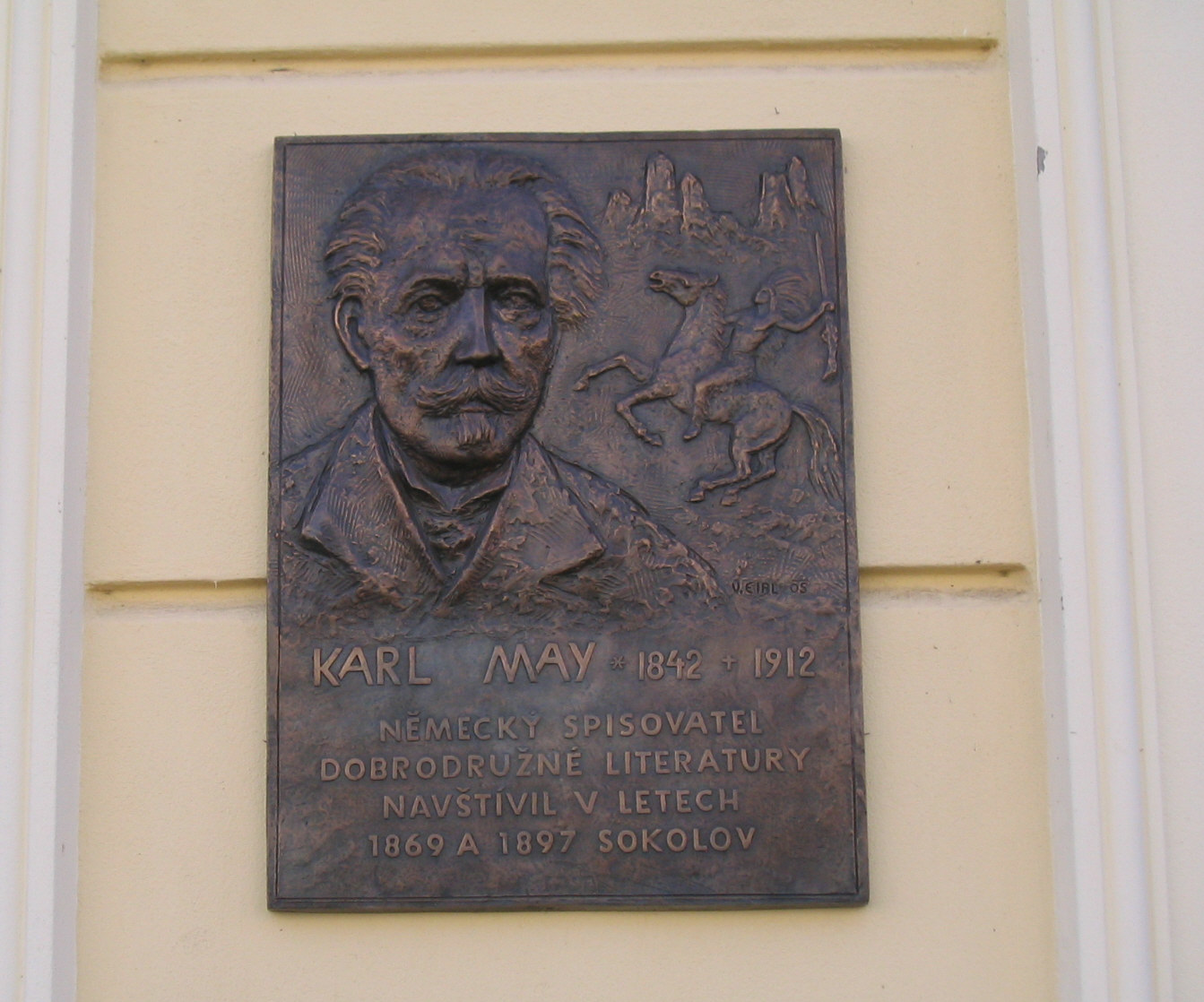
Karl May emléktáblája Sokolovban (Csehország)
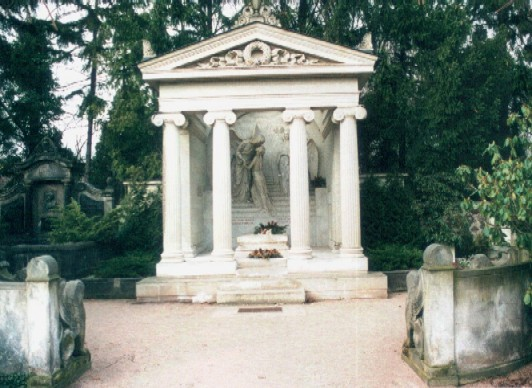
Karl May és családja síremléke Radebeulban